# Piatnitzkysaure
El piatnitzkysaure (Piatnitzkysaurus, "llangardaix de Piatnitzky") és un gènere de dinosaure teròpode que va viure al Juràssic mitjà (Cal·lovià). Les seves restes fòssils es van trobar a l'Argentina. Diferents estudis sostenen que podria ser tant un megalosàurid com un carnosaure basal. Es coneixen esquelets parcials (dos cranis fracturats i parts de l'esquelet post-cranial) que mostren que el piatnitzkysaure era un carnívor bípede de mida mitjana, 4,3 metres de longitud i uns 275 kg de pes, amb braços robusts.

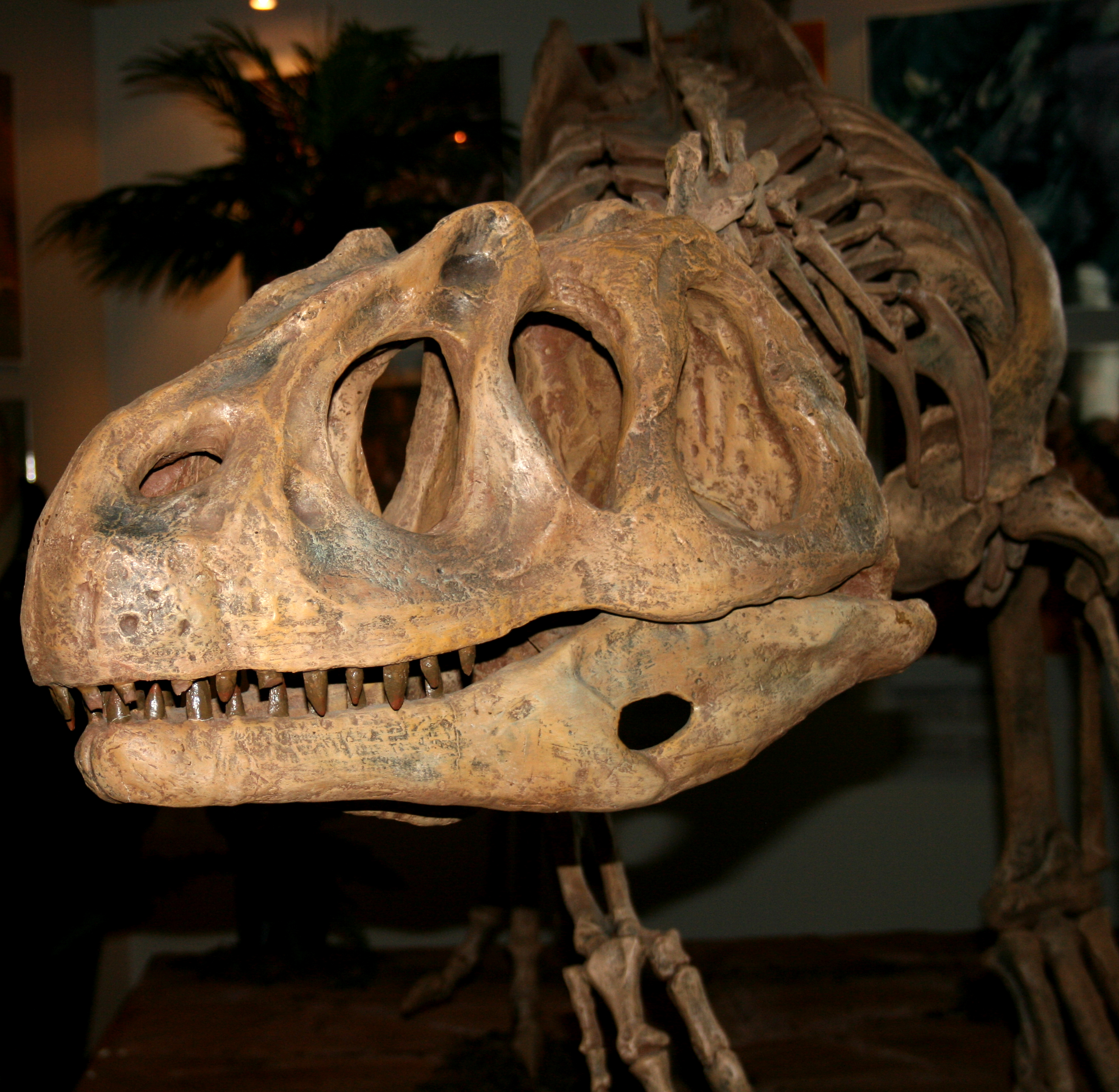
Crani de Piatnitzkysaurus.

L'espècimen tipus, Piatnitzkysaurus floresi, fou descrit per José Bonaparte l'any 1979.